# Brackenbottom
Brackenbottom – wieś w Anglii, w hrabstwie North Yorkshire, w dystrykcie (unitary authority) North Yorkshire. Leży 82 km na zachód od miasta York i 327 km na północny zachód od Londynu.